# 彩虹項鰭魚
彩虹項鰭魚又名雙斑虹彩鯛、彩虹連鰭唇魚，為輻鰭魚綱鱸形目隆頭魚亞目隆頭魚科的其中一種，分布於西太平洋的日本及印尼海域，棲息深度10-20公尺，體長可達13.2公分，棲息在沙底質開放海域，受驚嚇時會躲於沙中，生活習性不明。

## 擴展閱讀
維基物種上的相關：彩虹項鰭魚